# Риклантидическая путаница
«Риклантидическая путаница» (англ. The Ricklantis Mixup) — седьмой эпизод третьего сезона американского мультсериала «Рик и Морти». Сценарий к эпизоду написали Дэн Гутерман и Райан Ридли, а режиссёром выступил Доминик Полчино.
Премьера эпизода состоялась 10 сентября 2017 года в блоке Adult Swim на Cartoon Network. Эпизод посмотрели около 2,4 миллиона зрителей во время выхода в эфир.

## Сюжет
Пока Рик и Морти готовятся к приключению в Атлантиде, их прерывает другой Рик и Морти, ищущие пожертвования в Фонд реконструкции Цитадели. Морти задаётся вопросом, что происходит в Цитадели. Затем эпизод переносится в Цитадель, где разворачивается несколько взаимосвязанных сюжетов.

### Предвыборная кампания
В Цитадели продолжаются президентские выборы после смерти Совета Риков. Спорный кандидат Морти от партии Морти завоёвывает толпу в дебатах, но внезапно увольняет своего менеджера кампании. Позже к менеджеру кампании Морти подходит следователь Рик, который предоставляет ему несколько секретных файлов. На следующем митинге бывший менеджер Морти стреляет в кандидата Морти.

### Морти-таун
Недавно принятый на работу полицейский Рик стал партнёром жестокого и тучного полицейского Морти, который сам питает неприязнь к Морти. Они встречаются с «Большим Морти», который предлагает полицейскому Рику взятку, чтобы тот не говорил о его незаконных сделках, причём сам полицейский Морти уже принял взятку. Когда полицейский Рик отказывается, полицейский Морти стреляет в приспешников Большого Морти, и начинается перестрелка. После эмоционального разговора полицейский Морти убивает Большого Морти. Затем полицейский Рик убивает полицейского Морти и сдаётся полиции, прибывшей на место происшествия. После задержания с него снимаются все обвинения в связи с недавними изменениями кодексов ведомства.

### Портал желаний
Студентам Академии Морти говорят, что они скоро закончат обучение, и им будет назначен новый Рик. Услышав это, группа Морти во главе с мятежным Пижоном Морти решает найти мифический Портал желаний. На следующий день в Портале желаний они решают пожертвовать чем-то важным, чтобы их желания сбылись, что каждый из них, за исключением Пижона Морти, незамедлительно делает. Пижон, выражая желание, чтобы жизнь Морти изменилась, бросается в портал, который оказывается местом отходов. Опечаленные, оставшиеся Морти возвращаются в Академию, но узнают, что она закрыта. Они считают, что желание Пижона Морти сбылось.

### Рик-простак
На фабрике по производству вафель Рика-простака, созданных на основе счастливых воспоминаний Рика-простака, сотрудник Рик J-22 не получил повышения по службе. J-22 приходит в ярость, разрушая свою сборочную машину, убивая своего бывшего начальника, беря Рика-простака в заложники, а затем убивая его при попытке побега. Как только группа Рик-спецназа собирается задержать J-22, их останавливает владелец фабрики, Рик Д. Санчез III, который хвалит J-22 за его храбрость и освобождает его. J-22 переполняется эмоциями, когда ему дают лимузин, но после его задерживают и его счастье используют как замену вкуса вафель.

### Эпилог
Управляющий кампанией Морти брошен в космос Секретной службой Риков, которая говорит, что кандидат Морти выжил и станет президентом Цитадели. Рик Д. Санчез III занимаёт своё место с Советом Риков в тени и Президентом Морти. Один член совета заявляет, что независимо от того, кто сидит в кресле президента, Совет всегда будет контролировать Цитадель. Президент Морти спрашивает других членов Совета, согласны ли они с этим заявлением, а затем приказывает своим охранникам убить тех, кто согласился. Вне Цитадели документы Кандидата Морти показывают, что новым президентом стал Морти с повязкой на глазу из «Близких риконтактов риковой степени».
В сцене после титров Рик и Морти C-137 возвращаются домой из Атлантиды, довольные своим приключением. Пока Морти задаётся вопросом, что происходит в Цитадели, Рик уверяет его, что это, скорее всего, не повлияет на их жизнь.

## Награды
Эпизод принёс сценаристам Гутерману и Ридли премию Энни 2018 года за выдающиеся достижения в области написания сценариев и телевещания.